# Distrito 2 de Budapest
El distrito 2 de Budapest (en húngaro: Budapest II. kerülete) es el segundo (II) distrito de Budapest, Hungría. Está situado en el lado de Buda y su área es de 36,34 km², de los cuales el área es de 22,64 km², el área exterior es de 13,70 km².

## Ubicación
Se encuentra en la parte norte de Buda, en el norte y noreste del III distrito, en el este del río Danubio por el XIII distrito y el distrito V, al sur del Distrito I y XII y bordeado en el oeste por los barrios Budakeszi, Nagykovácsi y Remeteszőlős, al noroeste y Solymár. El II distrito está ubicado en una zona montañosa, excepcionalmente cerca del centro de la ciudad, lo que facilita la conversión en una de las zonas residenciales más exclusivas del país.
Está compuesto por los barrios de Adyliget, Budakeszierdő, Budaliget, Csatárka, Erzsébetliget, Erzsébettelek, Felhévíz, Gercse, Hársakalja, Hárshegy, Hűvösvölgy, Kővár, Kurucles, Lipótmező, Máriaremete, Nyék, Országút, Pálvölgy, Pasarét, Pesthidegkút-Ófalu, Petneházy-rét, Remetekertváros, Rézmál, Rózsadomb, Szemlőhegy, Széphalom, Szépilona, Szépvölgy, Törökvész, Újlak, Vérhalom, northern Víziváros y Zöldmál.